# 安丘埃洛
安丘埃洛，是西班牙马德里自治区的一个市镇。总面积22平方公里，总人口608人（2001年），人口密度28人/平方公里。